# Genyochromis mento
Genyochromis mento es una especie de peces de la familia Cichlidae en el orden Perciformes.

## Morfología
Los machos pueden llegar alcanzar los 12,6 cm de longitud total.

## Alimentación
Come escamas  de peces óseos.

## Hábitat
Vive en zonas de clima tropical entre 24 y 28 °C de temperatura y entre 2 y 25 m de profundidad.

## Distribución geográfica
Se encuentran en África: es una especie endémica del Lago Malawi.